# Mexquititlán
Mexquititlán är en ort i Mexiko.   Den ligger i kommunen Tlalixtaquilla de Maldonado och delstaten Guerrero, i den sydöstra delen av landet, 220 km söder om huvudstaden Mexico City. Mexquititlán ligger 1 049 meter över havet och antalet invånare är 322.
Terrängen runt Mexquititlán är huvudsakligen kuperad. Mexquititlán ligger nere i en dal. Runt Mexquititlán är det ganska tätbefolkat, med 108 invånare per kvadratkilometer. Närmaste större samhälle är Tlapa de Comonfort, 12,9 km väster om Mexquititlán. I omgivningarna runt Mexquititlán växer huvudsakligen savannskog.